# Hemerocallis 'Front Runner'
Hemerocallis 'Front Runner' — сорт многолетних травянистых растений рода Лилейник (лат. Hemerocallis).
Используется в качестве декоративного садового растения.

## Характеристика сорта
Диплоид.
Высота куста около 76 см, согласно другому источнику 60—90 см.
Корни мясистые.
Листья многочисленные, линейные.
Цветки диаметром около 16 см, розово-лавандовые с оранжевым горлом. Аромат отсутствует.
Среднего срока цветения.

## В культуре
Рекомендуется высаживать в местах освещённых солнцем или в полутени.
Почва: хорошо дренированная, умеренно влажная, плодородная.
Зоны морозостойкости (USDA-зоны): от 3a до 9b.